# Dresser (Wisconsin)
Dresser è un comune degli Stati Uniti, situato in Wisconsin, nella Contea di Polk.